# Norm (matematik)
 For alternative betydninger, se Norm. (Se også artikler, som begynder med Norm)
Begrebet norm er i matematikken en generalisering af det almindelige begreb længde. En norm er generelt et mål for størrelsen/længden af en vektor i et komplekst vektorrum. Fælles for alle normer er at de karakteriserer det matematiske objekt med en enkelt positiv skalar, der kan anvendes til sammenligning med normen af andre vektorer af samme type.

## Definition
En norm er en funktion f:V → R+ fra et komplekst vektorrum V over i de ikke-negative reelle tal, der opfylder følgende tre egenskaber. Dog bruger man oftest notationen ||v|| for funktionsværdien f(v) (eller man skriver blot, at en norm er en funktion || ⋅ ||:V → R+). En norm på et reelt hhv. komplekst vektorrum V skal under alle omstændigheder opfylde disse tre betingelser:
1. ||av|| = |a|⋅||v|| for alle vektorer v ∈ V og a ∈ R hhv. a ∈ C.
2. ||v|| = 0 ⇔ v = 0 for alle v ∈ V.
3. ||v + w|| ≤ ||v|| + ||w|| for alle v, w ∈ V.

Sidste betingelse går også under navnet trekantsuligheden. Et vektorrum med en norm kaldes et normeret vektorrum.

## Eksempler

### Den euklidiske norm
Den mest kendte norm kaldes også den euklidiske norm og det, man normalt forbinder med længden af en vektor i de "almindelige" vektorrum {\displaystyle \mathbb {R} ^{2}} og {\displaystyle \mathbb {R} ^{3}}. For en vektor {\displaystyle {\vec {v}}=(x,y)} i planet {\displaystyle \mathbb {R} ^{2}} er den euklidiske norm defineret ved
{\displaystyle \Vert {\vec {v}}\Vert ={\sqrt {x^{2}+y^{2}}}},
for en tredimensionel vektor {\displaystyle {\vec {v}}=(v_{1},v_{2},v_{3})\in \mathbb {R} ^{3}} er den defineret ved
{\displaystyle \Vert {\vec {v}}\Vert ={\sqrt {v_{1}^{2}+v_{2}^{2}+v_{3}^{2}}}},
og for en skalar (altså i det endimensionelle tilfælde) falder denne norm sammen med absolut-værdien. Fx {\displaystyle \Vert -3\Vert ={\sqrt {(-3)^{2}}}=|-3|=3}.

### n-normer på Rk
Den euklidiske norm kan på samme måde generaliseres til højere dimensioner. For en vektor {\displaystyle {\vec {v}}=(v_{1},v_{2},\ldots ,v_{k})\in \mathbb {R} ^{k}} er den euklidiske norm således defineret ved
{\displaystyle \Vert {\vec {v}}\Vert ={\sqrt {\sum _{i=1}^{k}v_{i}^{2}}}}.
Faktisk har man en hel familie af normer på {\displaystyle \mathbb {R} ^{k}} defineret ved
{\displaystyle \Vert {\vec {v}}\Vert _{n}={\sqrt[{n}]{\sum _{i=1}^{k}|v_{i}|^{n}}}}.
Derfor kalder man under tiden den euklidiske norm for 2-normen. To specialtilfælde af denne er værd at bemærke: For {\displaystyle n=1} får man
{\displaystyle \Vert {\vec {v}}\Vert _{1}=\sum _{i=1}^{k}|v_{i}|}
— dvs. 1-normen er summen af vektorkoordinaternes absolutværdi. Det andet specialtilfælde er grænseværdien for {\displaystyle n\rightarrow \infty }. Her dominerer den største af vektorkomponenterne, dvs. 
{\displaystyle \Vert {\vec {v}}\Vert _{\infty }=\max\{|v_{i}|\,|\,1\leq i\leq k\}}
De ovenfor beskrevne normer er langtfra de eneste; forskellige normer passer til forskellige problemer.